# Andrzej Kaszlej
Andrzej Lech Kaszlej (ur. 11 stycznia 1951, zm. 13 listopada 2018 w Wołominie) – polski historyk, znawca rękopisów cerkiewnosłowiańskich. 

## Życiorys
Syn Edwarda i Haliny. Był pracownikiem Centralnego Archiwum Wojskowego, a następnie wieloletnim pracownikiem Biblioteki Narodowej i starszym kustoszem Zakładu Rękopisów Biblioteki Narodowej. Wspierał także opracowanie zbiorów Biblioteki Polskiej w Paryżu i Biblioteki Polskiej w Londynie. Był autorem katalogów oraz artykułów dotyczących rękopisów cerkiewnosłowiańskich. Przed śmiercią pracował nad opracowaniem katalogu rękopisów w Archiwum Zofii i Jędrzeja Moraczewskich. W 2013 został za działalność na rzecz rozwoju kultury polskiej i dziedzictwa narodowego odznaczony Złotym Krzyżem Zasługi.

## Publikacje
- Dzieje kodeksu supraskiego (Współczesna Oficyna Supraska, Supraśl, 1997; ISBN 83-85745-06-8)
- Inwentarz rękopisów Biblioteki Kapituły Greckokatolickiej w Przemyślu (Biblioteka Narodowa, Warszawa, 2011; ISBN 978-83-7009-682-3)
- Rękopisy cerkiewnosłowiańskie w Polsce: katalog („Scriptum”, Kraków, 2002; ISBN 83-916074-2-9; wspólnie z Aleksandrem Naumowem przy współpracy z Ewą Naumow i Janem Stradomskim)